# Енфілд (стадіон)
Енфілд (англ. Anfield) — футбольний стадіон у місті Ліверпуль, Англія. Домашня арена клубу «Ліверпуль». Побудований у 1884 році і використовувався клубом «Евертон», який припинив ігри на Енфілді в 1892 році. За рейтингом УЄФА стадіон оцінено як чотиризірковий. Під час чемпіонату Європи з футболу 1996 року приймав матчі турніру. Раніше на стадіоні також проводили змагання з тенісу та боксу.
Стадіон складається з чотирьох трибун: Спайон Коп, Мейн, Сентенарі та Енфілд Роуд, які разом вміщують 60 730 вболівальники. Рекордна відвідуваність була зареєстрована у 1952 році під час п'ятого раунду Кубка Англії з футболу між «Ліверпулем» та «Вулвергемптон Вондерерс», і склала 61 905 осіб. Після трагедії на Гіллсборо всі місця замінили на сидячі, що суттєво знизило місткість стадіону. Вхідні ворота на стадіон мають назви, присвячені колишнім менеджерам «Ліверпуля»: ворота Боба Пейслі та ворота Біла Шенклі, якому на подвір'ї стадіону встановлено пам'ятник.
Міський транспорт до «Енфілда» представлений автобусними маршрутами та залізницею, поблизу стадіону мало паркувальних місць для автомобілів. Тому існують плани щодо заміни Енфілда на новий стадіон Стенлі Парк, який буде вміщувати на 25 000 вболівальників більше. Будівництво на сусідній до Енфілд дільниці призведе до зруйнування стадіону. Завершити побудову Стенлі Парк планують у 2011 році, але економічна криза 2008 року та протиріччя між американськими співвласниками клубу ставлять під загрозу такі плани.
З приходом до керма команди, нові власники відмовилися від ідеї будівництва нового стадіону на користь ідеї реконструкції Енфілда.

## Рекорди
Найбільша кількість відвідувачів на Енфілді — 61 905 — на матчі «Ліверпуля» проти «Вулвергемптон Вондерерс» у п'ятому раунді Кубка Англії 2 лютого 1952 року. Найменша відвідуваність на Енфілді — 1000 — на матчі проти Лафборо 7 грудня 1895 року. Найвища середня відвідуваність — 53 112 — встановлена в сезоні 2016–2017 років.
«Ліверпуль» не програв жодного матчу на «Енфілді» в сезонах 1893–94, 1970–71, 1976–77, 1978–79, 1979–80, 1987–88, 2008–09, 2017–18, 2018–19 та 22. Найдовша безпрограшна серія «Ліверпуля» вдома тривала з січня 1978 року по січень 1981 року, період, який охоплював 85 ігор, у яких «Ліверпуль» забив 212 голів і пропустив 35. Найтриваліший безпрограшний хоумран клубу в лізі — 68 ігор, які відбулися з квітня 2017 року по січень 2021 року. Найгірша серія поразок «Ліверпуля» на «Енфілді» — це шість ігор у 2020–2021 роках, причому ігри проводилися за зачиненими дверима під час пандемії COVID-19. Найбільше поспіль перемог у лізі на Енфілді – 24, це найдовша серія в історії англійського чемпіона. Це було здійснено протягом сезонів 2018–19 та 2019–20.